# 零～月蚀的假面～
《零～月蚀的假面～》是特庫摩出品的恐怖生存游戏零系列的第四作。本作是特庫摩和任天堂的合作项目，特庫摩负责游戏的开发制作，此外Grasshopper Manufacture也有参与开发工作；任天堂则担当游戏的监修和发行。本作成为零系列中第一部Wii主机独占的游戏；本作也有别于前三作而不会在北美地区发行。
2022年9月的任天堂直面会上，已與光荣合併的光荣特库摩宣布将於2023年在任天堂Switch上发售《零～月蚀的假面～》的高清重制版；稍后确认，该作还将登陆PlayStation 4、PlayStation 5、Xbox One、Xbox Series X/S和Windows多平台。
2023年2月，光榮特庫摩首度參加台北國際電玩展，提供《零～月蚀的假面～》重製版全球首度公開展示及開放試玩。

## 游戏操作

《零～月蚀的假面～》中的过场动画，水无月流歌在游戏中的主要场景胧月馆中。

从游戏方式来看本作和零系列的前三作相同，都是通过操纵角色解谜来推进剧情，其间采用零系列的“招牌武器”——射影机，以及此次新引入的武器灵石灯（仅限于雾岛长四郎使用）来与游戏中的怨灵进行战斗，所不同的是此作中采用了角色的身后视点。在Wii主机上使用Wii Remote和Nunchuck来操纵角色手中的手电筒和射影机，能够使玩家获得更真实的体感操作体验。 游戏中并非所有的幽灵都是具有攻击性的怨灵，玩家可以通过屏幕上方的幽灵灯丝所呈现的颜色加以区别。本作还引入了新的道具灯丝，角色所朝方向和道具或机关 所在方向越接近时，道具灯丝所发出的蓝光就会越亮，这样能使玩家更容易判断道具位置。本作中用于升级射影机和灵石灯的道具是藍色和紅色的灵力碎片，其中蓝色碎片用于强化基本功能而红色碎片用于强化镜头。
前三作中都出现的幽灵列表和任务模式在这一作中也同样出现，然而由于游戏设计的bug，列表中的233个幽灵只能在游戏中遇到227个。本作新引入了79个鬼灯人形分散在岛的各处，对鬼灯人形进行拍摄收集也是游戏的任务之一。

## 設定
面具
面具，尤其是巫女所帶的面具在此島上受到特別重視。在島上自古由特別負責的職人打造。
朧月神樂（朧月神楽(ろうげつかぐら)）
朧月島上每十年舉行一次的特有祭典，現在在島上被視作觀光資源。由戴著面具的巫女們進行儀式，被稱作「奏」的巫女負責演奏樂器、「器」（ウツワ）則和著音樂跳神樂之舞。朧月島上的住民在這一天必定會返回島上。
歸來迎（帰来迎(きらいごう)）
特有祭典「朧月神樂」的舊有名稱。因為引發了嚴重的災禍「無苦之日」而遭到忌諱，受到封印。
月幽病（月幽病(げつゆうびょう)）
朧月島特有的風土病。又被稱作「月行（月歩き）」或「附身行（憑き歩き）」。患者除了產生記憶障礙、還會在夜晚像是受到月亮吸引般在外徘徊。嚴重甚至會產生精神崩壞或者心肺停止。因此疾病而自殺的患者也不在少數。
鬼燈人偶（鬼灯人形(ほおずきにんぎょう)）
紅色的人偶，是島上土產。據說原先是家長為了供養逝去子女而製作而來。雖然在在朧月群島中也有將之視為不祥之物的島嶼，在本島上則作為趨吉避凶的除魔物而被放置在各種場所中。

## 故事
“谁都不记得的事情，就算不上是存在过吧。”在日本本州以南的诸多岛屿中，有一个名为胧月岛的小岛，那里的岛民的著名传统是十年一度举行的盛大仪式——胧月神乐。
十年前，岛上的五名少女在举行这一仪式时神秘失踪，虽然后来她们都被刑警找到，但无一例外地都失去了相关的记忆。两年之后，岛上再次发生了奇怪的事件，居民开始集体失踪，而少数被警方发现的居民也已经死亡，死时像看到什么特别恐怖的东西一样，双手掩面、表情极度扭曲。
警方毫无结果的调查使其成为一桩悬案，从此胧月岛成为一个被荒废的无人岛。然而最近，十年前失踪的五名少女中的两人离奇地死亡，死时的动作和表情也和当年胧月岛居民的情形非常相似。
为了调查此事，余下的三人中，意志坚定的麻生海咲在月森圆香的陪同下来到胧月岛；而本作的主角水无月流歌为了找回失去的记忆，也在海咲和圆香之后踏上了胧月岛的地界……

## 人物
水無月 流歌（CV：能登麻美子）
十年前朧月島神隱事件中的五名少女之一，現年17歲。擅長彈奏鋼琴。原為朧月島的住民。幼年時期被父親當做試驗面具效果的對象，曾無數次戴上不同的面具，導致月幽病嚴重發作住進灰原醫院的朧月館。當時使用的名字是四方月流歌，因父母離異而由父姓改從母姓。神隱事件過後有關幼時出生的家、父親的樣貌以及自己的經歷等記憶全部喪失，唯一能記起的是一段鋼琴譜所彈奏出的旋律片段。為了找回失去的記憶而不顧臥病在床的母親小夜歌的阻止，依靠熟悉的音律的指引重新踏上朧月島。在島上調查的過程中逐漸恢復當年的記憶，最後在月讀崎燈塔上彈奏出由死去的母親教給她的秘曲「月守之歌」鎮靜朔夜的靈魂，並把已死去的怨靈解放。
麻生 海咲（CV：澤城美雪）
當年神隱事件的五名少女之一，現年17歲。個性強勢。是零系列中靈石照相機的發明者麻生邦彥博士的後代。由劇情中出現的檔案暗示可能為麻生博士與月守巫女的後代，持有從自己家中帶來的靈石照相機。當年失蹤的五名少女中的兩位離奇死亡後，又於鏡中看到一名神秘的黑衣少女指引方向，帶著圓香回到朧月島調查。在島上苦苦追尋著被自己忘記的「最重要的人」，同時還要尋找跟自己一起來到島上卻失蹤的圓香。在胎道所連接的洞穴中想起自己「最重要的人」的真身，被朔夜擁抱而失去意識倒地。在困難模式破關一次以上後出現的結局追加畫面中，抱著人偶從沉睡中甦醒，見到前來的圓香後拋下人偶迎向圓香，最後在朧月島海岸的鳥居前目送許多靈魂進入靈道中。
月森 圓香（CV：後藤沙绪里）
當年神隱事件的五名少女之一，現年17歲。性格文靜柔弱，幼年曾遭受霸凌。對海咲有著極深的依賴，自幼便受到海咲的照顧與保護，對她特別順從。由於姓氏「月森」日文發音與「月守」相同，劇中檔案也曾提及月森家的孩子會受保佑，可能也是月守巫女的後代。神隱事件後失去家庭被麻生家接回扶養。因為幼年受到亞夜子的霸凌產生陰影，懷疑海咲也只是把她當做玩具耍弄。覺得對海咲來說她只是某個人的替代品，一直暗自害怕海咲有一天會想起「最重要的人」的事情。出於對海咲的擔心也陪同她來到朧月島。與海咲失散後獲得了照相機，但卻因為太害怕急著想逃出去，將相機遺留在紀念館。逃離的途中漸漸回復失去的記憶。變成怨靈後先後攻擊流歌及海咲。於結局追加畫面中以非怨靈的姿態出現在海咲面前。
霧島 長四郎（CV：小西克幸）
曾負責調查朧月島神隱事件，是當年將五名失蹤少女救出的刑警，現為私家偵探。為追捕當年的殺人嫌疑犯灰原耀，接受流歌的母親小夜歌保護流歌的請求並且收下小夜歌所給的靈石燈後來到朧月島。單戀著小夜歌。獨自一人在充滿幽靈的島上進行調查，最後在灰原醫院與灰原耀一起從屋頂跌落。但原來他早就在數年前已經死去，成為不斷重複死前進行的任務的地縛靈。回復死亡記憶後將月蝕之面的碎片在當年找到神隱少女們的地點交給流歌，最後更代替剛彈奏完月守之歌筋疲力盡的流歌幫朔夜覆上面具。
灰原 朔夜（CV：田中理惠）
灰原重人之女，灰原耀胞姊。天生擁有巫女體質，容易失去自我意識的女子。十年前進行禁斷的儀式歸來迎失敗後，月幽症加深陷入昏迷、沉睡在朧月館的地下。八年前在「無苦之日」覺醒，以「咲（綻放）」面貌重回地上，見到她的臉的人都因為月幽病「共鳴」所導致的「咲」死亡。在生前與麻生海咲關係非常良好，將自己的「最重要的人」送給了海咲。似乎與其胞弟灰原耀有不倫之戀。最後被彈奏出「月守之歌」補完儀式的流歌鎮伏後隨眾靈解放，前往零域。
灰原 耀（CV：櫻井孝宏）
朧月島上灰原醫院的繼承人，在東京開設灰原醫院分院。對其姊姊朔夜抱有親情以上的感情，擔心著她的病。在東京為病患執行了非正規手術而引發了三條人命，引起警察的追緝。雖然冷酷不道，唯獨對著朔夜時很溫柔的樣子。見到朔夜「咲」的姿態後失去希望。出於無聊不斷挑撥霧島追逐自己，後與霧島墜樓同歸於盡，但其實他亦早在八年前死去。
水無月 小夜歌（CV：鵜飼留美子）
水無月流歌之母，遊戲之初已臥病在床。委託霧島長四郎進行調查並保護流歌。十年前的失蹤事件後離開丈夫宗也，並讓自己和女兒使用自己原本的姓氏水無月。母方家系代代擔任島上的月守巫女，傳承鎮靜靈魂的秘曲「月守之歌」。離開島上後因病住院，在病院中委託長四郎保護流歌，給了他防身的道具靈石燈。
四方月 宗也（CV：立木文彥）
水無月流歌之父，曾為水無月小夜歌之夫，是打造面具的職人。沉迷於先祖四方月宗悅打造出通往零域的面具「月蝕之面」的傳說，一心想要重現那個面具，因此灰原家為提供面具幫助舉行歸來迎。因為太過沉迷面具而走火入魔，失去了當年和小夜歌結婚時的溫柔個性。流歌成功鎮靜咲夜魂魄後，拾起了自己所打造的月蝕之面，對流歌露出了她始終想不起來的、童年記憶中的溫柔微笑。

## 制作和发行
除了主制作方特庫摩外，Grasshopper和任天堂也在開發遊戲方面參與工作。一直擔任零系列監修的柴田誠和來自Grasshopper Manufacture的須田剛一共同負責遊戲的監修工作。雖然遊戲本身是三家公司合作的產品，遊戲最后的發布是僅由任天堂完成的。
由于Grasshopper Manufacture於2007年底發行其遊戲《英雄不再》的原因導致本作的發布出現跳票，最終《零～月蝕的假面～》於2008年7月31日在日本發布。任天堂官方雜誌曾聲稱本作的歐洲版將於2009年2月發布，但其后又稱此消息有誤。后來雖然已經安排了同年5月發布的正式計劃，相關的任務又最終被取消。任天堂同時已經聲稱決定不會在北美發行此款遊戲。截至2009年11月5日，此款遊戲在日本發售總計73449份。
雖然《零～月蝕的假面～》的官方英文版遲遲無法發布，歐美地區的相關愛好者自發組織一項對此款遊戲的英文化工程。其做法為通過Wii主機上的SD卡插槽讀入語言包，將原版遊戲裡的日文翻譯成英文。因為是自行製作的非官方英文版（遊戲名稱：Fatal Frame IV:Mask of the Lunar Eclipse），所以遊戲字幕會出現一些小暇疵，例如：字體過大、出現亂碼、拼字錯誤...等。2010年1月，此小組宣布英文字幕翻譯完成，並在網站上宣稱英文配音的專案已經開始，同時徵求其他語言字幕的翻譯（YouTube裡已有國外玩家上傳西班牙文字幕遊戲影片）。
2022年9月的任天堂直面会上，光荣特库摩宣布将在2023年在任天堂Switch上发售《零～月蚀的假面～》的高清重制版；稍后确认该作还将登陆PlayStation 4、PlayStation 5、Xbox One、Xbox Series X/S和Windows多平台。

## 音乐
- 片头曲：《ゼロの調律》；演唱者：天野月子
- 片尾曲：《NOISE》（EASY和NORMAL難度結局）；演唱者：天野月子。《ゼロの調律》（HARD難度結局）；演唱者：天野月子。

## 评价
日本著名電子遊戲雜誌《Fami通》給《零～月蝕的假面～》的評分為34/40。英國《邊緣》雜誌的評分為8/10，稱其為“前所未有的恐怖互動體驗”。

## 外部連結
- 《零～月蚀的假面～》官方网站 （页面存档备份，存于） （日語）
- 《零～月蝕的假面～》官方網站 （日語）
- 《零～月蝕的假面～》官方網站（美版） （英文）
- 《零～月蝕的假面～》官方網站（歐版） （英文）
- 《零～月蝕的假面～》官方網站 （繁體中文）